# Senetářov
Senetářov (en allemand : Senetarz) est une commune du district de Blansko, dans la région de Moravie-du-Sud, en République tchèque. Sa population s'élevait à 585 habitants en 2020.

## Géographie
Senetářov se trouve à 12 km à l'est de Blansko, à 23 km au nord-est de Brno et à 189 km à l'est-sud-est de Prague.
La commune est limitée par Kotvrdovice au nord-ouest et au nord, par Krásensko et Podomí à l'est, par Ruprechtov au sud-est, et par Jedovnice au sud-ouest.

## Histoire
La première mention écrite de la localité date de 1349.